# 러시아 사회주의 운동

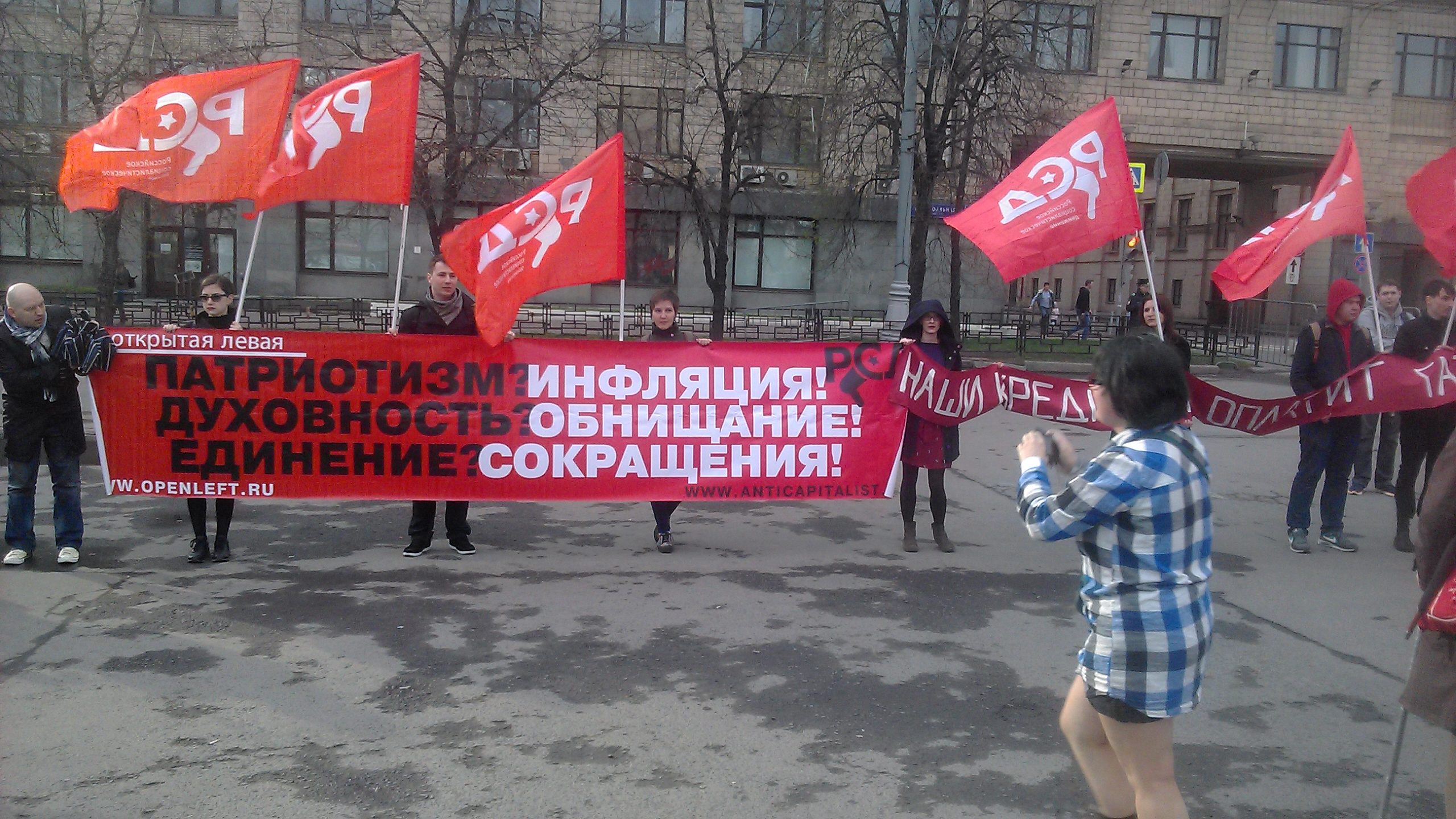

러시아 공산주의 운동(러시아어: Российское социалистическое движение) 또는 러시아 공산주의 대안은 러시아의 반레닌주의, 반스탈린주의, 수정 트로츠키주의 정당이다.